# Banqiao, Tianjin
Banqiao är en köping i Kina. Den ligger i storstadsområdet Tianjin, i den norra delen av landet, omkring 65 kilometer nordost om stadens centrum.